# Linzgau (Schiff)
Die Motorfähre Linzgau war das vierte Fährschiff auf der Fährlinie Konstanz–Meersburg und 1952 der erste Fährneubau für den Bodensee nach dem Zweiten Weltkrieg.

## Geschichte
Nachdem der Fährbetrieb auf dem Bodensee nach dem Krieg wieder aufgenommen worden war, wurde der Verkehr zunächst durch die drei Vorkriegsfähren Meersburg, Konstanz und Bodan bedient. Das schnell wachsende Verkehrsaufkommen erforderte Anfang der 1950er Jahre jedoch weitere Kapazitäten. Da die Bodan-Werft in Kressbronn am Bodensee, bis 2018 die Bauwerft aller anderen Bodenseefähren, durch Schiffsneubauten in der Nachkriegszeit ausgelastet war, wurde am 14. April 1951 die Deggendorfer Werft und Eisenbau mit dem Fährschiffneubau beauftragt. Unter der Baunummer 261 wurde der Schiffsrumpf in Deggendorf aufgebaut, danach wieder in Segmente zerlegt und nach Ludwigshafen am Bodensee transportiert. Dort wurde ein provisorischer Querslip gebaut, auf dem die Fähre endgültig montiert wurde und am 5. April 1952 ihren Stapellauf hatte.
Nach der erfolgten Innenausstattung wurde die Fähre am 27. Juli 1952 in Dienst gestellt. Sie wurde auf den Namen Linzgau getauft und war damit nach der Bodan die erste der „Gäu“-Fähren, mit denen die Tradition der Namensgebung nach den beiden Hafenstädten der Fähre unterbrochen wurde. Namensgeber war der Linzgau, eine Landschaft am Bodensee nördlich des Überlinger Sees, in der auch die Stadt Meersburg liegt. Die zwei späteren „Gau“-Fähren Hegau und Thurgau wurden nach den anderen beiden Bodenseelandschaften genannt, die zusammen das nähere Einzugsgebiet der Fährlinie bilden.
Die Linzgau war die letzte Bodenseefähre, die mit einer Bordspannung von 110 Volt ausgerüstet wurde, und die konventionelle Propeller als Antrieb nutzten – die nachfolgenden Fähren verfügten über 220 Volt und Voith-Schneider-Antriebe.
Die Linzgau hatte einen vergleichsweise geringen Tiefgang, was sie seitenwindanfälliger als andere Fähren machte. Dennoch sind aus ihren 28 Dienstjahren keine besonderen Vorkommnisse oder Unfälle bekannt. 1980 wurde sie ausgemustert und die neue Meersburg als Nachfolgerin in Dienst gestellt. Die Linzgau war noch weitere 16 Jahre am Fährhafen Konstanz verankert, wo sie dem Segler-Verein Staad als Clubheim diente. Im Sommer 1996 wurde sie nach Fußach gebracht und dort verschrottet.